# كنسي (الكاهن)

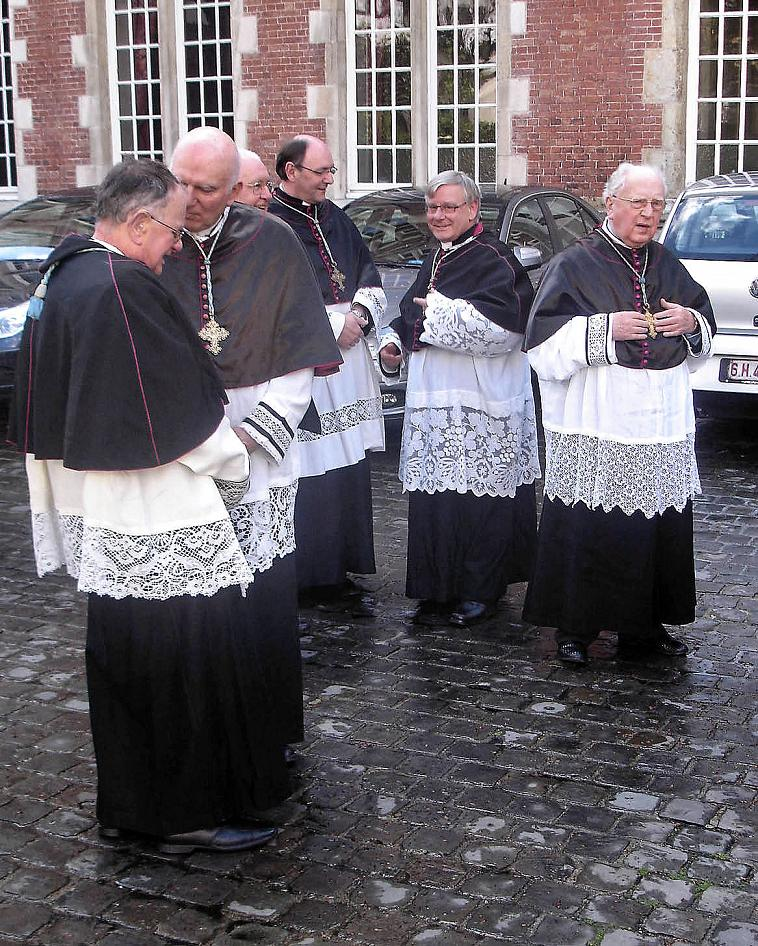

الكاهن الكنسي[بحاجة لمصدر] (الكلمة اللاتينية canonicus) هو عضو في بعض الهيئات الخاضعة لقانون كنسي. الكاهن في الأصل رجل دين يعيش مع آخرين في دار لرجال الدين، وفي وقت لاحق، في أحد المنازل داخل دائرة أو بالقرب من كاتدرائية ويدير حياته وفقا لأوامر أو قواعد الكنيسة. هذه الطريقة في الحياة أصبحت شائعة (وموثقة لأول مرة) في القرن الثامن. في القرن الحادي عشر، احتاجت بعض الكنائس إلى رجال دين ليعيشوا معًا لاعتماد القاعدة التي اقترحها القديس أوغسطينوس أولاً بأنهم يتخلون عن الثروة الخاصة بهم. عرف أولئك الذين اعتنقوا هذا التغيير باسم أوغسطينيون أو شانون منتظمون، في حين أن أولئك الذين لم يتبعو هذه الخطى عرفوا باسم الشرائع العلمانية.